# Стоян Илиев (футболист)
Стоян Илиев (роден на 2 януари 1953 г.), известен с прякора Лисика, е бивш български футболист, ляво крило. Легенда на Дунав (Русе), където преминава почти цялата му състезателна кариера. Синът му, Илиян Памуков, също е бивш футболист.

## Биография
Илиев постъпва в ученическа възраст в школата на Локомотив (Русе). Дебютира за първия състав на 16-годишна възраст в мач от Северната Б група срещу Спартак (Варна). Малко след това обаче преминава в Дунав (Русе).
Дебютира за първия състав на Дунав в A група през 1971 г. През сезон 1973/74 става голмайстор на Северната Б група с 16 попадения, колкото има и съотборникът му Никола Христов. Играе за русенци в продължение на 11 години. Записва общо 133 мача с 25 гола в A група и 165 мача с 43 гола в Б група. Участва в два мача в Купата на УЕФА през есента на 1975 г. срещу Рома.
В началото на 1976 г. записва 3 мача за националния отбор – три контроли срещу Япония по време на турне на България в Страната на изгряващото слънце.
През 1982 г. преминава в Черноломец (Попово). Играе два сезона за клуба в Северната Б група.